# Phoebe Tonkin
Phoebe Tonkin (født 12. juli 1989 i Sydney) er en australsk skuespillerinde.
I en alder af fire år, deltog hun i forskellige danseklasser. Blandt andet ballet og hip hop. Da hun blev tolv, deltog hun i op til flere kurser (til fordel for sin skuespillerkarriere), på skuespillerskolen Australian Theatre for Young People (ATYP). Hun blev blandt andet undervist i manuskripter, Shakespeare og musicals.
Senere blev hun optaget på Queenwood-skolen i Balmoral, som er kendt for deres teaterafdeling. Desuden modtog hun privatundervisning og deltog i skolens mange teaterforestillinger. I hvert af årene, spillede hun også med i skolens Shakespeare-festival og endte med at vinde finalen i 2005, hvor man genopførte En skærsommernatsdrøm.
Tonkin er den yngste af hovedrollerindehaverne i serien H2O og rollen som Cleo er desuden hendes første tv-optræden.
I 2011 fik hun et nyt gennembrud i tv-serien The Secret Circle, der vises på The CW. Hun spiller heksen Faye Chamberlain, som sammen med nogen andre hekse/troldmænd har en 'cirkel' af magi.

## Filmografi

### Film
- I morgen da krigen brød ud (2010) – Fiona Maxwell
- Bait 3D (2012) – Jaime
- Take Down (2015) – 	Amy Tilton

### Tv-serier
- H2O: Bare tilsæt vand (2006-2010) – Cleo Sertori
- Packed to the Rafters (2009-) – Lexi
- Home and Away (2010) – Adrian Hall
- The Secret Circle (2011-2012) – Faye Chamberlain
- The Vampire Diaries (2012-) – Hayley Marshall
- The Orginals (2013) – Hayley Marshall
- Stalker (2015) – Nicole Clark